# Arthur Czadzeck
Arthur Czadzeck (* 10. Mai 1929 in Marquardt; † 25. Juli 2018 in Potsdam) war ein deutscher FDGB- und SED-Funktionär. Er war Vorsitzender des FDGB-Bezirksvorstandes Potsdam und Abgeordneter der Volkskammer der DDR.

## Leben
Czadzeck, Sohn einer Arbeiterfamilie, besuchte die Volksschule und absolvierte von 1943 bis 1946 eine Verwaltungs- und Finanzlehre. Er wurde 1946 Mitglied des Freien Deutschen Gewerkschaftsbundes (FDGB) und übernahm gewerkschaftliche Funktionen. Von 1947 bis 1952 arbeitete er als Sachbearbeiter in der Landesregierung Brandenburg. Im Jahr 1948 trat er in die Sozialistische Einheitspartei Deutschlands (SED) ein. Von 1953 bis 1955  fungierte er als 1. Sekretär der SED-Kreisleitung Potsdam-Mitte bzw. von 1955 bis 1957 der SED-Kreisleitung Potsdam-Land. Von 1957 bis 1960 hatte er die Funktion des Sekretärs der SED-Betriebsparteiorganisation im VEB Lokomotivbau „Karl Marx“ in Potsdam-Babelsberg inne und war von 1956 bis 1960 Abgeordneter des Kreistages Potsdam. Im Juni 1960 übernahm er als Nachfolger von Kurt Thiele die Funktion des Vorsitzenden des FDGB-Bezirksvorstandes Potsdam. In der Folge wurde er Mitglied der SED-Bezirksleitung Potsdam und seines Büros bzw. ab 1967 seines Sekretariats. Ab 1961 war er Mitglied des FDGB-Bundesvorstandes und von 1961 bis 1969 seines Präsidiums. Ein Fernstudium an der Parteihochschule „Karl Marx“ von 1960 bis 1967 schloss er als Diplom-Gesellschaftswissenschaftler ab.
Als Leiter einer FDGB-Delegation wurde er im September 1964 in Hanoi vom Präsidenten der Demokratischen Republik Vietnam Hồ Chí Minh empfangen.
Von Oktober 1963 bis März 1990 war er Abgeordneter des Bezirkstages Potsdam und zeitweise Vorsitzender der Ständigen Kommission Bauwesen und Werterhaltung des Bezirkstages. Von 1978 bis 1989 gehörte er dem Nationalrat der Nationalen Front als Mitglied an. Im Juni 1986 wurde er in die Volkskammer delegiert und war als Abgeordneter der FDGB-Fraktion Mitglied des Verfassungs- und Rechtsausschusses.
Im Zuge der Wende und friedlichen Revolution in der DDR trat er am 20. November 1989 als Vorsitzender des FDGB-Bezirksvorstandes Potsdam zurück, blieb aber weiter bis zur ersten freien Volkskammerwahl im März 1990 Abgeordneter der Volkskammer und des Bezirkstages.
Czadzeck war verheiratet und Vater von drei Kindern. Er   starb im Alter von 89 Jahren.

## Auszeichnungen
- 1966 Ehrentitel Verdienter Aktivist
- 1966 und 1974 Vaterländischer Verdienstorden in Bronze sowie 1989 in Gold
- 1979 Fritz-Heckert-Medaille in Gold
- 1980 Ehrenmedaille der Nationalen Front
- 1985 Ehrenmedaille „Für hervorragende und verdienstvolle Gewerkschaftsarbeit in der DDR“